# 大梁山隧道 (天陵高速)
大梁山隧道是中华人民共和国山西省 天陵高速的一条特长隧道，位于大同市天镇县境内，是天大高速公路（即天陵高速的天镇至大同市区段）的重点控制性工程。隧道为双洞四车道高速公路隧道，右洞长6058米，左洞长6015米，最大深埋384.46米。隧道于2010年4月23日开工，2014年9月26日通车，通车时是山西省境内的第五长公路隧道，并超过了朔州代县的雁门关隧道，被誉为“雁北第一隧道”。